# Lac Lancre
Le lac Lancre est un lac situé dans le Réservoir-Dozois, La Vallée-de-l'Or, Abitibi-Témiscamingue dans la province de Québec au Canada.